# Miasta w Namibii
Według danych oficjalnych pochodzących z 2011 roku Namibia posiadała ponad 40 miast o ludności przekraczającej 1 tys. mieszkańców. Stolica kraju Windhuk jako jedyne miasto liczyło ponad 100 tys. mieszkańców; 2 miasta z ludnością 50÷100 tys.; 5 miast z ludnością 25÷50 tys. oraz reszta miast poniżej 25 tys. mieszkańców. Ludność miejska stanowi około 1/3 ogółu ludności Namibii. 

## Największe miasta w Namibii
Największe miasta w Namibii według liczebności mieszkańców (stan na 28.08.2011):
| L.p. | Miasto        | Region       | Liczba ludności |
| ---- | ------------- | ------------ | --------------- |
| 1.   | Windhuk       | Khomas       | 325 858         |
| 2.   | Rundu         | Kavango      | 63 431          |
| 3.   | Walvis Bay    | Erongo       | 62 096          |
| 4.   | Swakopmund    | Erongo       | 44 725          |
| 5.   | Oshakati      | Oshana       | 36 541          |
| 6.   | Rehoboth      | Hardap       | 28 843          |
| 7.   | Katima Mulilo | Zambezi      | 28 362          |
| 8.   | Otjiwarongo   | Otjozondjupa | 28 249          |
| 9.   | Ondangwa      | Oshana       | 22 822          |
| 10.  | Okahandja     | Otjozondjupa | 22 639          |

## Alfabetyczna lista miast w Namibii
- Arandis
- Aranos
- Eenhana
- Gobabis
- Grootfontein
- Helao Nafidi
- Henties Bay
- Karasburg
- Karibib
- Katima Mulilo
- Keetmanshoop
- Khorixas
- Lüderitz
- Mariental
- Nkurenkuru
- Okahandja
- Okahao
- Okakarara
- Omaruru
- Omuthiya
- Ondangwa
- Ongwediva
- Opuwo
- Oranjemund
- Oshakati
- Oshikuku
- Otavi
- Otjinene
- Otjiwarongo
- Outapi
- Outjo
- Rehoboth
- Rosh Pinah
- Ruacana
- Rundu
- Swakopmund
- Tsumeb
- Usakos
- Walvis Bay
- Windhuk